# Cantiques (Britten)
Les Cantiques sont une série de 5 compositions écrites par Benjamin Britten sur plusieurs périodes de sa carrière, trois d'entre elles comme mémoriaux. Les instrumentations de chaque pièce sont différentes et certaines d'entre elles sont basées sur des textes profanes. Une critique dans Opera Today mentionne que « Britten n'a pas utilisé les Écritures comme textes de ses cantiques, qui ressemblent plus à des cantates qu'à des hymnes religieux en échelle et en structure, mais sont tous imprégnés d'une intense spiritualité ». Le critique Peter Evans note que l'œuvre contient un « esprit d'élevation spirituelle suffisamment intense pour nécessiter sa réalisation dans une structure musical ambitieuse ».

## Cantiques

### Cantique I
My beloved is mine and I am his, opus 40, fut écrit en 1947 pour un concert en hommage à Dick Sheppard (en), ancien vicaire de l'église St Martin-in-the-Fields. Les paroles sont tirées de A Divine Rapture par Francis Quarles, et basées sur le Cantique des Cantiques. Le chant est composé pour ténor et piano.

### Cantique II
Abraham and Isaac, opus 51, fut écrit en 1952 et créé par Peter Pears, Kathleen Ferrier et Britten à l'occasion d'une collecte de fonds pour le English Opera Group. Le texte est tiré de la Ligature d'Isaac telle que décrite dans le Cycle de Chester (en). Le chant est composé pour ténor, alto ou contre-ténor, et piano.

### Cantique III
Still falls the rain, opus 55, pour voix, cor et piano, fut composé en 1954 en mémoire du pianiste australien Noel Mewton-Wood. Le texte est basé sur le poème d'Edith Sitwell The Canticle of the Rose.

### Cantique IV
The Journey of the Magi, opus 86, fut écrit en 1971 pour contre-ténor, ténor et baryton, sur le texte du poème The Journey of the Magi de T. S. Eliot.

### Cantique V
The Death of Saint Narcissus, opus 89, fut composé en 1974 en mémoire de William Plomer et créé par Peter Pears et le harpiste Osian Ellis.